# Rasswet

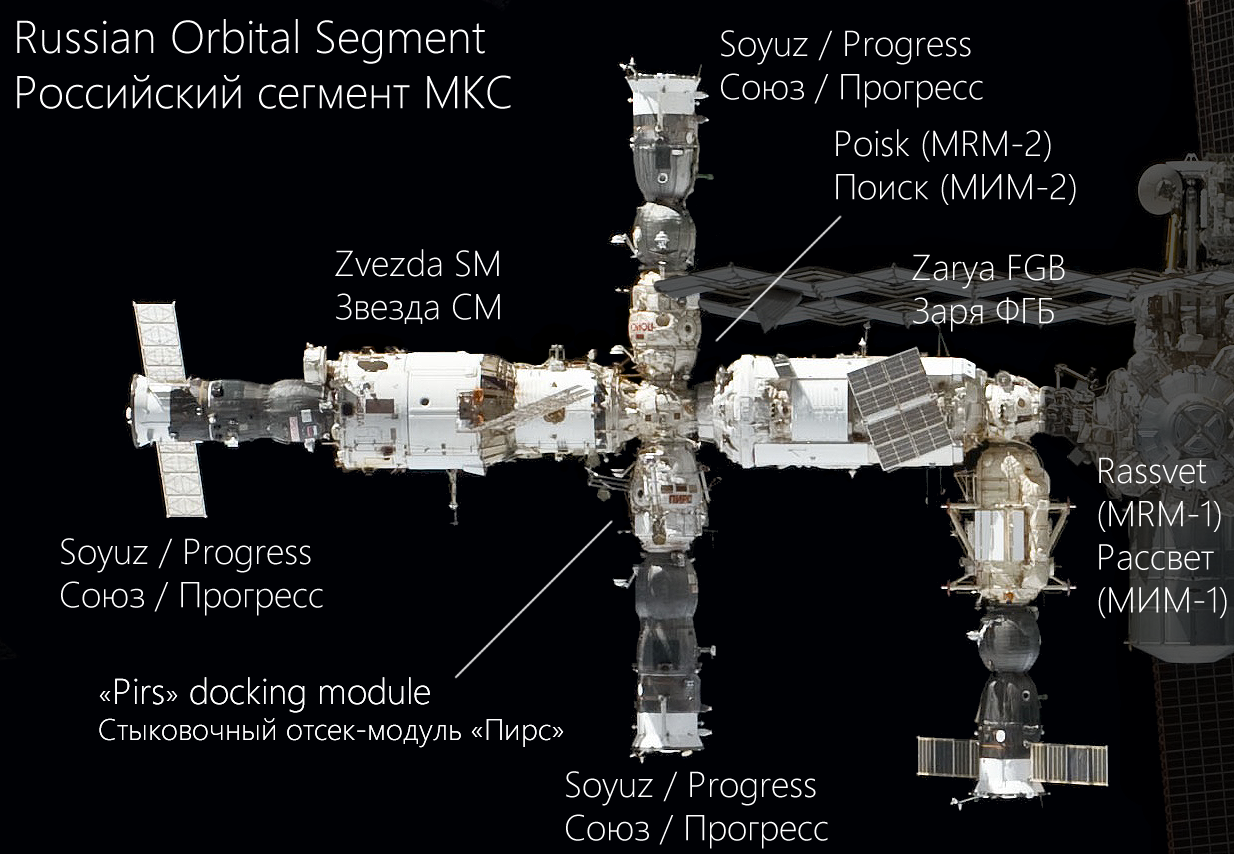
Die Lage Rasswets (MRM-1) im russischen Segment

Rasswet (russisch Рассвет „Morgendämmerung“) ist ein Forschungsmodul der Internationalen Raumstation (ISS) und ein Beitrag der russischen Raumfahrtbehörde Roskosmos. Andere Bezeichnungen lauten Docking Cargo Module (DCM, russisch Стыковочно-грузовой модуль – СГМ) oder Mini Research Module 1 (MRM-1 bzw. MIM-1). Rasswet wurde mit der Shuttle-Mission STS-132 zur ISS gebracht und am 18. Mai 2010 an das Sarja-Modul angedockt.

## Entwicklung
Ähnlich der amerikanischen Raumfahrtbehörde NASA war die russische Weltraumagentur Roskosmos aufgrund diverser Probleme beim Bau der internationalen Raumstation nicht in der Lage, alle ehemals geplanten Module zu starten. Durch die Installation des amerikanischen Leonardo-Moduls am Nadir-Andockpunkt von Unity hätte sich der daneben liegende und momentan genutzte Andockplatz für Versorgungsschiffe am Nadir-Platz von Sarja nicht mehr gefahrlos ansteuern lassen. Als Lösung für dieses Problem stellte Rasswet eine Art Verlängerungs- und Kopplungsmodul dar, so dass nach der Installation weiterhin ein vierter Kopplungspunkt russischer Bauart zur Ankopplung von Sojus-Raumschiffen und unbemannten Progress-Transportern zur Verfügung stehen würde.
Um das Projekt und den Bau des Moduls zu beschleunigen, wurde bei der Planung und Konstruktion auf den bereits fertiggestellten Rumpf der ehemals geplanten und nicht mehr benötigten Science Power Platform zurückgegriffen. Dazu wurde der aktive Kopplungsadapter vom Typ SSWP-M 8000 (passend zu Swesda, Nadir und Zenit) durch einen aktiven SSWP G4000 (passend zu Sarja Nadir) ausgetauscht, ein zweiter passiver Adapter vom Typ SSWP G4000 (entsprechend Progress und Sojus) sowie die zur Entladung von Versorgungsschiffen notwendigen Treibstoffleitungen eingebaut. Rasswet verfügt über acht Experimentierarbeitsplätze.

## Start und Installation

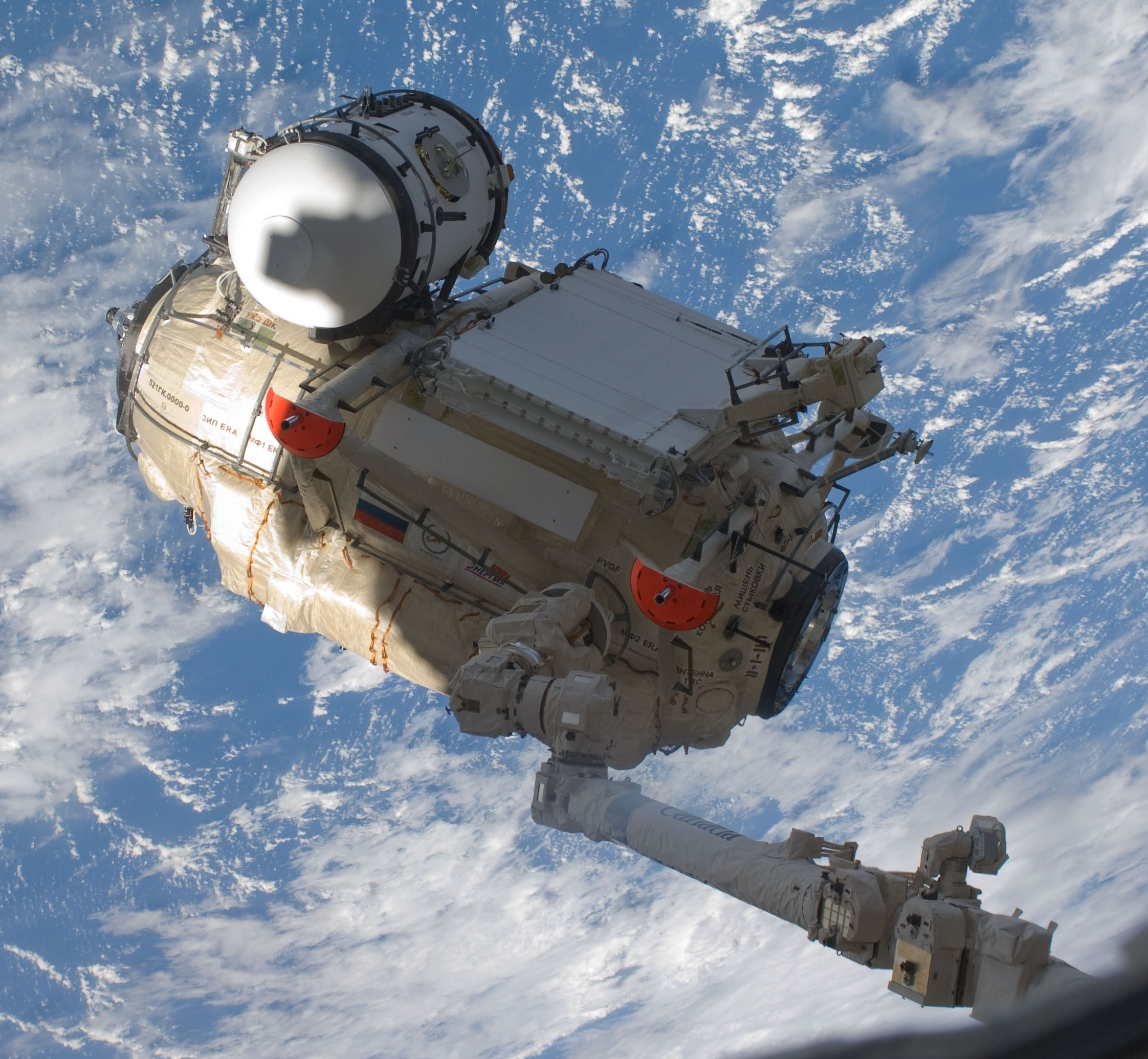
Rasswet bei der Installation an der ISS

Da Rasswet im Gegensatz zu den meisten anderen Modulen russischer Bauart nicht über eigene Triebwerke verfügt, erfolgte der Start an Bord eines Space Shuttles im Rahmen der Mission STS-132 am 14. Mai 2010. Im Gegenzug wurde der Innenraum von Rasswet für den Transport amerikanischer Ausrüstung reserviert. An der Außenhaut sind darüber hinaus Haltepunkte für den Transport einer Luftschleuse, eines Radiators und von Ersatzteilen für den europäischen Roboterarm ERA installiert. Die Startmasse von Rasswet betrug etwa 7,9 Tonnen. Die Installation an der ISS erfolgte mit Hilfe des großen Roboterarms Canadarm2. Die mitgeführte Luftschleuse für Forschungszwecke wird nach der Installation von Nauka an den freien Kopplungspunkt des Mehrzweck-Forschungsmoduls verlegt und der Radiator an dessen Außenhaut angebracht.
Am 7. Dezember 2009 wurde der neue Name des Moduls bekanntgegeben. Rasswet erreichte am 17. Dezember 2009 mit einer Antonow An-124 das Kennedy Space Center, wo es die nächsten Monate auf den Start vorbereitet wurde.

## Technische Daten
Die Leermasse von Rasswet beträgt 5075 Kilogramm. Es ist 6 Meter lang und aus Aluminiumlegierungen gefertigt. Rasswet hat einen Durchmesser von 2,35 Metern und bietet zusätzliche 17,4 Kubikmeter Stauraum.